# Wechselburg
Wechselburg − gmina w Niemczech, w kraju związkowym Saksonia, w okręgu administracyjnym Chemnitz, w powiecie Mittelsachsen.
W XII w. Dedo III założył tu klasztor Zschillen, przy którym wzniesiono romański kościół Świętego Krzyża. Klasztor zsekularyzowano w XVI w., a następnie na jego miejscu wzniesiono barokowy zamek Wechselburg. Nazwa miejscowości ma pochodzić od dokonanej w 1543 zamiany (niem. Wechsel) pomiędzy książętami saskimi i hrabiami Schönburga, której przedmiotem były m.in. dobra tutejszego klasztoru.
Na terenie gminy rośnie okazałe drzewo – tulipanowiec amerykański, okaz o obwodzie 525 cm (w 2007).
Do Wechselburga, w pobliżu Rochlitz w Saksonii miała zostać przewieziona Bursztynowa Komnata, wg notatki sporządzonej przez dr Alfred Rohde(notatka wspomina o rozpoczęciu pakowania zgodnie z zaleceniem kustosza prowincji).